# Anatas
Anatas là một trong ba dạng khoáng vật của titan dioxide, hai dạng còn lại là brookit và rutil. Nó luôn được phát hiện ở dạng các tinh thể nhỏ, riêng biệt và có góc cạnh rõ ràng, và giống như loại phổ biến hơn là rutil.